# Goniopora djiboutiensis
Goniopora djiboutiensis là một loài san hô trong họ Poritidae. Loài này được Vaughan mô tả khoa học năm 1907.